# 索勒 (索恩-卢瓦尔省)
索勒（法語：Saules，法語發音：[sol]）是法国索恩-卢瓦尔省的一个市镇，属于索恩河畔沙隆区。

## 地理
索勒（46°39'23"N, 4°40'19"E）面积2.06 平方千米，位于法国勃艮第-弗朗什-孔泰大區索恩-卢瓦尔省，该省份为法国中部省份，北起顺时针与科多尔省、汝拉省、安省、罗讷省、卢瓦尔省、阿列省和涅夫勒省接壤。
与索勒接壤的市镇（或旧市镇、城区）包括：舍诺沃、屈勒莱罗什。

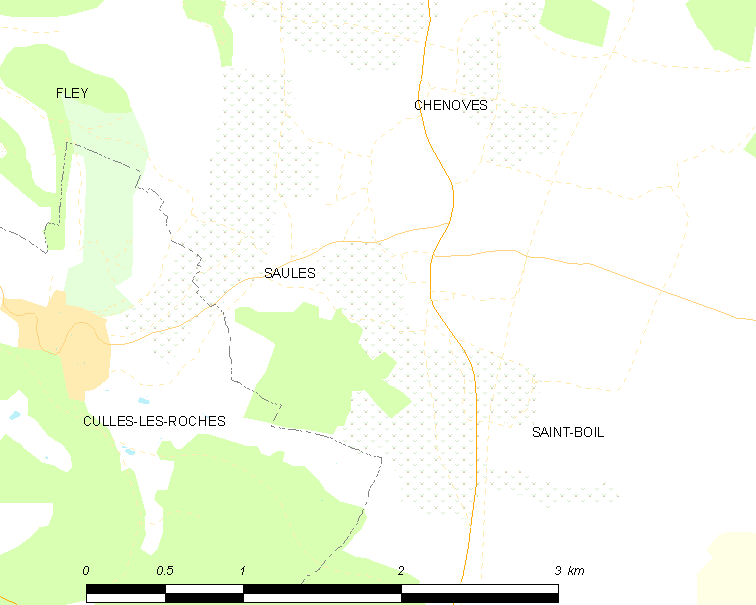
的OSM定位图

索勒的时区为UTC+01:00、UTC+02:00（夏令时）。

## 行政
索勒的邮政编码为71390，INSEE市镇编码为71503。

## 政治
索勒所属的省级选区为日夫里县。

## 人口

1962-2008年间人口变化图示

索勒于2022年1月1日时的人口数量为124人。